# Trendalyzer
Trendalyzer är en i Sverige utvecklad mjukvara för att visualisera statistisk information.
Utgångspunkten var Hans Roslings föredrag på kursen Människan & Naturen hösten 1992 vid Uppsala universitet. Han konfronterades av att många studenter hade en mental bild av världen som tudelad i i-länder och u-länder. Världen hade förändrats men den bilden levde kvar. Rosling sökte sätt att förmedla en faktabaserade världsbild och statiska bilder och diagram utvecklades efterhand till pedagogiska bubbeldiagram för masterstudenter i internationell folkhälsa på Karolinska institutet i Solna på 1990-talet. Programmet med rörliga bubbeldiagram utvecklades med början 1998 av Ola Rosling inom ramen för ett projekt inom institutionen för folkhälsovård på Karolinska institutet med finansiellt stöd av Sida och Världshälsoorganisationen. Det vidareutvecklades inom den av Hans Rosling, Ola Rosling och Anna Rosling Rönnlund 2005 bildade stiftelsen Gapminder. Trendalyzer utvecklades som en applikation baserad på Adobe Flash, som var förladdad med statistisk och historisk information om utvecklingen i världens länder. År 2007 såldes mjukvaran till Google.